# Giuseppe Damele
Giuseppe Damele (Varazze, 1928 – Varazze, 2012) è stato un compositore e direttore d'orchestra italiano.
Per firmare alcune composizioni ha usato a volte gli pseudonimi Ruthuard e Gidam

## Biografia
Dopo il diploma in pianoforte, inizia a comporre le prime canzoni negli anni '60, e nel 1965 scrive insieme ad Eros Sciorilli Mi pentirò, con testo di Alberto Testa, incisa da Franco Tozzi.
La prima affermazione a livello nazionale la ottiene nel 1968, quando scrive con Italo Salizzato la canzone Senti l'estate che torna, che viene incisa dalle Orme (per il gruppo veneto ha già scritto l'anno precedente le due canzoni del 45 giri di debutto) e che partecipa a Un disco per l'estate 1968; sempre con Salizzato scrive Colore dell'anima, incisa nel 1971 dalle Metamorfosi.
Nel 1972 scrive Sempre in mente lei per gli Uh!; sempre nello stesso anno inizia una collaborazione con Le Volpi Blu per cui scrive Bimba mia e Mà mammà e, nel 1975, Senza impegno, la canzone con cui il gruppo partecipa al Festival di Sanremo.
Collabora inoltre con i Flashmen, scrivendo È la vita nel 1973 e l'anno successivo alcune canzoni per l'album Sempre e solo lei e per il disco omonimo.
Sempre nel 1973 scrive due canzoni per Franco Tozzi.
Nella sua città, Varazze, apre uno studio di registrazione, attivo per alcuni decenni; ha inoltre inciso per la Hit (etichetta del gruppo RCA Italiana) alcuni album di musica strumentale con la denominazione Ruthuard e i suoi solisti.
Nei primi anni '80 si dedica alla composizione di alcune canzoni per bambini.

## Canzoni scritte da Giuseppe Damele
| Anno | Titolo                   | Autori del testo                                      | Autori della musica                               | Interpreti ed incisioni  |
| ---- | ------------------------ | ----------------------------------------------------- | ------------------------------------------------- | ------------------------ |
| 1964 | Alba d'estate            | Dalmazio Masini                                       | Italo Salizzato e Giuseppe Damele                 | I Lagunari               |
| 1967 | Fiori e colori           | Ignazio Casaburi ed Elena Barone                      | Ruthuard e Arbik                                  | Le Orme                  |
| 1967 | Lacrime di sale          | Ignazio Casaburi ed Elena Barone                      | Ruthuard e Arbik                                  | Le Orme                  |
| 1968 | Senti l'estate che torna | Nino Smeraldi                                         | Giuseppe Damele e Italo Salizzato                 | Le Orme                  |
| 1969 | Summer Comin             | Nino Smeraldi                                         | Giuseppe Damele e Italo Salizzato                 | Le Orme                  |
| 1969 | Flowers and colours      | Ignazio Casaburi ed Elena Barone                      | Ruthuard e Arbik                                  | Le Orme                  |
| 1971 | Colore dell'anima        | Giorgio Seren Gay                                     | Giuseppe Damele, Mario Mosca e Arbik              | Metamorfosi              |
| 1971 | Metamorfosi              | Giorgio Seren Gay                                     | Giuseppe Damele, Mario Mosca e Arbik              | Metamorfasi              |
| 1972 | Sempre in mente lei      | Domenico Serengay e Vic Nocera                        | Giuseppe Damele e Franco Zauli                    | Uh!                      |
| 1972 | Cuore                    | Vic Nocera e Domenico Seren Gay                       | Giuseppe Damele                                   | Paolo Tomelleri          |
| 1973 | Fiume di metallo         | Domenico Seren Gay, Giorgio Seren Gay e Franco Abozzi | Giuseppe Damele, Mario Scrivano e Franco Zauli    | Franco Tozzi             |
| 1973 | Sassi senza tempo        | Domenico Seren Gay e Franco Abozzi                    | Giuseppe Damele, Mario Scrivano e Franco Zauli    | Franco Tozzi             |
| 1973 | E' la vita               | Domenico Seren Gay                                    | Giuseppe Damele e Franco Zauli                    | Flashmen                 |
| 1980 | Luce                     | Giorgio Oddoini                                       | Giuseppe Damele, Francesco Delfino e Franco Zauli | I Signori della Galassia |

## Discografia parziale

### Album
- 1968: Panorama musicale (Hit)
- 1970: Caleidoscopio musicale (Hit)